# Luci Salvi Otó Titià
Luci Salvi Otó Titià o Ticià (Lucius Salvius Otho Titianus) va ser un magistrat romà, fill de Luci Salvi Otó (Lucius Salvius Otho), cònsol l'any 33 i germà gran de l'emperador Otó.
Va ser nomenat cònsol el 52 juntament amb Faust Corneli Sul·la. L'any 63 era procònsol a Àsia i tenia com a qüestor a Gneu Juli Agrícola. A la seva província es va dedicar a tota mena de rapacitats i extorsions, en les quals Agrícola no va participar.
A la mort de Galba el gener del 69, Titià va ser nomenat cònsol per segona vegada, junt amb el seu germà Otó l'emperador. Quan aquest va deixar Roma per combatre els partidaris de Vitel·li, va deixar a Titià encarregat del govern de la ciutat, però aviat el va cridar i li va donar el comandament de la guerra. Els seus dubtes en el combat i l'afany de relacionar-se amb els oficials de Vitel·li, van causar en part que Otó perdés l'imperi. Va quedar espantat a la caiguda del seu germà però Vitel·li el va perdonar. Tàcit diu: "pietate et ignauia excusatus" (perdonat per la pietat i la inacció).